# Heinz Seidler
Heinz Seidler (* 9. Mai 1918) war ein deutscher Boxer.

## Sportkarriere
Heinz Seidler war zwischen 1. September 1938 bis 12. Dezember 1948 aktiv. Er erkämpfte 1941, 1944 und 1946 den Deutschen Meistertitel in der Gewichtsklasse Halbschwergewicht. Dabei boxte er zeitweise bei den Profiboxern. 1941 und 1946 verlor er den Meistertitel wieder an Richard Vogt.

## Aktivität im NS-Staat
Heinz Seidler trat 1937 der SS-Sportgemeinschaft bei und wurde danach Mitglied in der NSDAP. Im Zweiten Weltkrieg trat er der Waffen-SS als Sportlehrer bei, wo er Unterscharführer wurde. Nach dem Krieg wurde er entnazifiziert.
Im 1939 oder 1940 gedrehten Film Letzte Runde spielte er neben Camillia Horn und Attila Hörbiger die Hauptrolle.